# Levan Arveladze
Levan Hivijovyč Arveladze (in ucraino Леван Гівійович Арвеладзе?; Tbilisi, 6 aprile 1993) è un calciatore georgiano naturalizzato ucraino, centrocampista della Lokomotiv Tashkent.

## Carriera
Ha giocato nella prima divisione dei campionati ucraino, georgiano ed uzbeko. Nel 2023 passa all'Andijon, club della prima divisione uzbeka, con cui il 5 ottobre 2024 vince la Coppa dell'Uzbekistan. Nel dicembre 2024 firma per la Lokomotiv Tashkent.

## Statistiche

### Presenze e reti nei club
| Stagione        | Squadra            | Campionato      | Campionato | Campionato | Coppe nazionali | Coppe nazionali | Coppe nazionali | Coppe continentali | Coppe continentali | Coppe continentali | Altre coppe | Altre coppe | Altre coppe | Totale | Totale | Totale |
| Stagione        | Squadra            | Comp            | Pres       | Reti       | Comp            | Pres            | Reti            | Comp               | Pres               | Reti               | Comp        | Pres        | Reti        | Pres   | Reti   |        |
| --------------- | ------------------ | --------------- | ---------- | ---------- | --------------- | --------------- | --------------- | ------------------ | ------------------ | ------------------ | ----------- | ----------- | ----------- | ------ | ------ | ------ |
| 2013-2014       | Skala 1911 Stryj   | DL              | 30         | 1          | CU              | 1               | 0               |                    | -                  | -                  |             | -           | -           | 31     | 1      |        |
| 2015-2016       | Naftovyk-Ukrnafta  | PL              | 11         | 4          | CU              | 1               | 0               |                    | -                  | -                  |             | -           | -           | 12     | 4      |        |
| 2015-2016       | Naftovyk-Ukrnafta  | PL              | 16         | 1          | CU              | 1               | 0               |                    | -                  | -                  |             | 0           | 0           | 17     | 1      |        |
| 2016-2017       | Naftovyk-Ukrnafta  | PL              | 19         | 6          | CU              | 2               | 1               |                    | -                  | -                  |             | -           | -           | 21     | 7      |        |
| 2016-2017       | Desna Černihiv     | PL              | 12         | 4          | CU              | 2               | 0               |                    | -                  | -                  |             | -           | -           | 14     | 4      |        |
| 2017-2018       | Desna Černihiv     | PL              | 29         | 4          | CU              | 3               | 0               |                    | -                  | -                  |             | 2           | 2           | 36     | 6      |        |
| 2018-2019       | Zorja              | PL              | 22         | 0          | CU              | 2               | 0               |                    | -                  | -                  |             | -           | -           | 24     | 0      |        |
| 2019-2020       | Zorja              | PL              | 7          | 0          | CU              | 0               | 0               | UEL                | 3                  | 1                  |             | -           | -           | 10     | 1      |        |
| 2019-2020       | Desna Černihiv     | PL              | 11         | 1          | CU              | 1               | 0               |                    | -                  | -                  |             | -           | -           | 12     | 1      |        |
| 2020-2021       | Desna Černihiv     | PL              | 15         | 0          | CU              | 1               | 0               | UEL                | -                  | -                  |             | -           | -           | 16     | 0      |        |
| 2021-2022       | Desna Černihiv     | PL              | 15         | 1          | CU              | 1               | 0               |                    | 0                  | 0                  |             | -           | -           | 16     | 1      |        |
| 2022            | T'orp'edo Kutaisi  | PL              | 10         | 0          | ST              | 0               | 0               |                    | -                  | -                  |             | -           | -           | 10     | 0      |        |
| 2023            | Andijon            | PL              | 23         | 1          | CU              | 2               | 0               |                    | -                  | -                  |             | -           | -           | 25     | 1      |        |
| 2024            | Andijon            | PL              | 23         | 3          | CU              | 7               | 0               |                    | -                  | -                  |             | -           | -           | 30     | 3      |        |
| 2025            | Lokomotiv Tashkent | PL              | 8          | 0          | CU              | 3               | 1               |                    | -                  | -                  |             | -           | -           | 11     | 1      |        |
| Totale carriera | Totale carriera    | Totale carriera | 253        | 28         |                 | 23              | 1               |                    | 3                  | 1                  |             | 2           | 2           | 284    | 33     |        |

## Palmarès

### Club

#### Competizioni nazionali
- Coppa d'Uzbekistan: 1

Andijon: 2024